# Кикунг
Кикунг (вьет. Sông Kỳ Cùng) — река на севере Вьетнама и юге Китая, приток реки Цзоцзян.
Является крупнейшей рекой на северо-востоке страны. Длина реки составляет 243 км, на территории её бассейна (6660 км²) проживает около 300 тыс. человек (1995).
Исток реки находится под горой англ. Ba Xa (1166 м), оттуда она течёт на северо-запад. Недалеко от границы с Китаем река поворачивает и течёт на юго-восток. Долина реки пологая и длинная, в ней расположены многочисленные озёра. Река меандрирует. Большинство притоков впадают в Кикунг слева. Кикунг пересекает вьетнамско-китайскую границу и впадает в реку Цзоцзян (приток Юйцзяна) в Гуанси-Чжуанском автономном районе.
В районе реки распространены карстовые явления.
Среднегодовая норма осадков в районе реки составляет 1348 мм в год, на юго-востоке бассейна доходит до 1500 мм. Дождливый сезон длится около 4 месяцев, с мая по сентябрь, за это время выпадает 80-90 % годовой нормы.
На 1995 год 8,0 % бассейна реки занимали леса, 4,8 % — рисовые поля, 0,9 % — прочие сельскохозяйственные земли, 19,5 % — горы, 65,3 % — луга.
Во второй половине XX века крупнейшие наводнения на реке происходили в 1980, 1984, и 1986 годах.
Крупнейшими притоками реки являются Бангзянг (длина — 114 км, площадь бассейна — 2670 км²), Баккхе (длина — 53,5-68 км, площадь бассейна — 801-858 км²) и Бантхин (длина — 52 км, площадь бассейна — 320 км²). Среднегодовой расход воды составляет 29,3 м³/с (Лангшон), максимальный зарегистрированный — 4520 м³/с.
Крупнейшими водохранилщами на реке являются Ta Keo (14,1 млн м³) и Ban Chanh (5,1 млн м³), крупнейшими озёрами — De Tam и Tam Thanh.
Воды реки используются для снабжения питьевой водой, ирригации и производства электроэнергии.